# Donald Barthelme
Donald Barthelme (Philadelphia, Pensilvânia, 7 de abril de 1931 – Houston, Texas, 23 de julho de 1989) foi um escritor norte-americano conhecido por seus contos com "colagens" modernistas, que são marcadas por experimentação técnica e uma espécie de alegria melancólica.

## Biografia
Barthelme nasceu na Filadélfia em 7 de abril de 1931. Ele teve uma educação católica em Houston, onde seu pai era professor de design arquitetônico na Universidade de Houston. Enquanto estudava na universidade, ele adotou como estilo de vida uma filosofia existencialista. Depois de servir nas Forças Armadas na Coréia e no Japão, ele voltou para Houston, onde trabalhou como repórter do The Houston Post.
Barthelme foi ainda editor-chefe da Location, uma revista de arte e literatura e diretor (1961–62) do Contemporary Arts Museum em Houston. Em 1964 publicou sua primeira coleção de contos, Come Back, Dr. Caligari. Seu primeiro romance, Snow White (1967), foi publicado inicialmente na The New Yorker, revista da qual ele era colaborador regular.
Outras coleções de contos foram City Life (1970), Sadness (1972), Sixty Stories (1981) e Overnight to Many Distant Cities (1983). Além dos contos, Barthelme escreveu três romances: The Dead Father (1975), Paradise (1986) e The King (1990). Com seu livro infantil, The Slightly Irregular Fire Engine ou Hithering Thithering Djinn (1971), ganhou o National Book Award, em 1972. Ele foi professor visitante de inglês (1974–75) no City College da Universidade de Nova Iorque.
Barthelme morreu aos 58 anos em 1989, devido a um câncer. Após sua morte, Flying to America: 45 More Stories , uma coleção de histórias inéditas ou não coletadas, foi publicada em 2007.

## Obras

### Contos
- Come Back, Dr. Caligari – Little, Brown, 1964
- Unspeakable Practices, Unnatural Acts – Farrar, Straus and Giroux, 1968
- City Life – Farrar, Straus and Giroux, 1970
- Sadness – Farrar, Straus and Giroux, 1972
- Amateurs – Farrar, Straus and Giroux, 1976
- Great Days – Farrar, Straus and Giroux, 1979
- Overnight to Many Distant Cities – Putnam, 1983
- Sam's Bar (with illustrations by Seymour Chwast) – Doubleday, 1987
- Sixty Stories – Putnam, 1981
- Forty Stories – Putnam, 1987
- Flying to America: 45 More Stories – Shoemaker & Hoard, 2007

### Não-ficção
- Guilty Pleasures (non-fiction) – Farrar, Straus and Giroux, 1974

### Romances
- Snow White – Atheneum Books, 1967
- The Dead Father – Farrar, Straus and Giroux, 1975
- Paradise – Putnam, 1986
- The King – Harper, 1990

### Outros
- A Manual for Sons (excerpted from The Dead Father, with an afterword by Rick Moody)
- The Teachings of Don B.: Satires, Parodies, Fables, Illustrated Stories, and Plays of Donald Barthelme, edited by Kim Herzinger – Turtle Bay Books, 1992
- Not-Knowing: The Essays and Interviews of Donald Barthelme, edited by Kim Herzinger – Random House, 1997
- The Slightly Irregular Fire Engine, or the Hithering Thithering Djinn (children's book), Farrar, Straus, 1971

## Ligações Externas
- Kierkegaard injusto com Schlegel conto traduzido para o português
- Donald Barthelme é lembrado com edição de 'O Pai Morto' O Estado de S.Paulo